# GOLDEN☆BEST 倍賞千恵子 まるで映画のひとこまのように…
『GOLDEN☆BEST 倍賞千恵子 まるで映画のひとこまのように…』（ゴールデン☆ベスト ばいしょうちえこ まるでえいがのひとこまのように）は、倍賞千恵子のベスト・アルバム。2003年3月19日発売。発売元はSony Music House（現：Sony Music Direct）。規格品番：MHCL-236/7。

## 解説
各レコード会社から発売されているゴールデン☆ベストシリーズの中の1枚。
選曲は、『怪物番組 紅白歌合戦の真実』等の著書がある合田道人による。歌詞ブックレット内の解説も執筆している。
楽曲自体は、1990年から1993年にかけてCBS/SONY RECORDS→Sony Recordsに所属してリリースされた3枚のアルバム（「あなたにふれたいばかりに」「バルセロナの恋」「日本のこころ」）と2枚のシングルを選り抜く形で、文部省唱歌や歌謡曲、抒情歌・伝承歌まで幅広い楽曲が収録されており、歌手・倍賞千恵子としての様々な声の表情を楽しめるつくりになっている。
編曲のほぼすべてを、夫の小六禮次郎が担当。なお、1993年から2003年までの10年余、新曲のリリースは休止されていた。終曲の「あした」はNHK「みんなのうた」で1992年に起用された楽曲であり、1997年にKi/oonから発売されたコンピレーション・アルバム「みんなのうた -さとうきび畑-」にも収録されている。

## 収録曲
特記以外　作曲・編曲:小六禮次郎

### Disc 1
1. オホーツクの舟唄（知床旅情）（5:03）
  - 作詞・作曲:森繁久彌
2. ゴンドラの唄（3:13）
  - 作詞:吉井勇 作曲:中山晋平
  - 松井須磨子や森繁久弥らが歌った1915年の楽曲。
3. 宵待草（3:06）
  - 作詞:竹久夢二 作曲:多忠亮
4. あざみの花（3:27）
  - 作詞:横井弘 作曲:八洲秀章
5. 忘れな草をあなたに（未発表音源）（2:59）
  - 作詞:木下龍太郎 作曲:江口浩司
  - 菅原洋一らと競作となった。倍賞版の発売は1971年。
6. 寒椿（4:38）
  - 作詞:麻生香太郎
  - 1992年公開の映画『寒椿』主題歌。
7. 秋桜（4:34）
  - 作詞・作曲:さだまさし
  - 山口百恵歌唱楽曲のカバー。
8. しあわせについて（5:57）
  - 作詞・作曲:さだまさし
  - さだまさし歌唱楽曲のカバー。
9. 黒のサンバ（4:04）
  - 作詞・作曲:下村明彦
10. 死んだ男の残したものは（5:13）
  - 作詞:谷川俊太郎 作曲:武満徹
11. 男は旅がお好き（4:48）
  - 作詞:岩谷時子
12. 少女よ（5:03）
  - 作詞:麻生香太郎 作曲:東海林修
  - 野口五郎歌唱楽曲のカバー（アルバム収録曲）。
13. いい日旅立ち（4:24）
  - 作詞・作曲:谷村新司
  - 山口百恵歌唱楽曲のカバー。
14. さよならの夏（2:58）
  - 作詞:万里村ゆき子 作曲:坂田晃一
  - 森山良子歌唱楽曲のカバー。
15. あなたの空を飛びたい（4:18）
  - 作詞・作曲:尾崎亜美
  - 髙橋真梨子歌唱楽曲のカバー。
16. あなたにふれたいばかりに（4:31）
  - 作詞:加藤直
17. あなたしか見えない（4:36）
  - 訳詞:なかにし礼 作詞・作曲:Carole Bayer Sager・Peter Allen
  - 元々はメリサ・マンチェスターがオリジナル歌唱だが、日本ではリタ・クーリッジのバージョンでヒットし、ここでは伊東ゆかりがカバーした際の日本語詞により録音。
18. 愛は限りなく（4:05）
  - 訳詞:音羽たかし

### Disc 2
1. PEU（5:33）
  - 作詞:倉本聰
2. さよならはダンスの後に（4:15）
  - 作詞:横井弘 作曲:小川寛興
  - 第16回NHK紅白歌合戦 歌唱曲。倍賞千恵子自身の大ヒット曲。
  - キングレコードから発売されたオリジナル音源ではなく、ソニー移籍後の再録音版。1990年放送のドラマ『ラストダンス』主題歌（再録音版）。
3. 上海帰りのリル（4:26）
  - 作詞:東条寿三郎 作曲:渡久地政信
  - 津村謙歌唱楽曲のカバー。
4. バルセロナの恋（5:02）
  - 作詞:岩谷時子
5. 赤い広場（アルハンブラ宮殿の思い出）（5:42）
  - 作詞:麻生香太郎 作曲:タルレガ
6. サン・メディの祭り（マルセリーノの歌）（3:27）
  - 作詞: 岩谷時子 作曲:ソロサバル
7. ドン・キホーテの村（3:50）
  - 作詞:松本隆 作曲:坂田晃一 編曲:小六禮次郎・坂田晃一
8. 夜汽車（3:43）
  - 作詞:松本隆 作曲:坂田晃一 編曲:小六禮次郎・坂田晃一
9. 夢づくり（3:31）
  - 作詞:出目冬彦
10. あのこは見てる（4:03）
  - 作詞:弥勒
11. 約束（4:26）
  - 作詞:麻生香太郎
12. さくらのバラード（3:23）
  - 作詞:山田洋次 作曲:山本直純
  - 「さくら」は映画『男はつらいよ』（監督：山田洋次）で倍賞が演じた役名[1]。
13. さくら貝の唄（2:27）
  - 作詞:土屋花情 作曲:八洲秀章
14. ペチカ（3:45）
  - 作詞:北原白秋 作曲:山田耕筰
15. 荒城の月（5:23）
  - 作詞:土井晩翠 作曲:瀧廉太郎
16. 椰子の実（2:35）
  - 作詞:島崎藤村 作曲:大中寅二
17. 島原地方の子守歌（3:13）
  - 作詞:宮崎一章・妻城良夫 作曲: 宮崎一章
18. ちいさい秋みつけた（3:03）
  - 作詞:サトウハチロー 作曲:中田喜直
19. かあさんの歌（2:45）
  - 作詞・作曲:窪田聡
20. あした（2:47）
  - 作詞:麻生香太郎